# Бустос, Сесар
Сесар Родриго Бустос Эрнандес (исп. César Rodrigo Bustos Hernández; род. 27 августа 2005, Монтеррей) — мексиканский футболист, полузащитник клуба «Монтеррей».

## Клубная карьера
Бустос — воспитанник клуба «Монтеррей». 26 октября 2023 года в матче против «Тихуана» он дебютировал в мексиканской Примере.

## Международная карьера
В 2024 году в составе молодёжной сборной Мексики Бустос выиграл домашний молодёжный Кубок КОНКАКАФ. На турнире он сыграл в матчах против команд Гватемалы, Панамы, Коста-Рики, Кубы и США. В поединке против гаитян и коста-риканцев Амаури забил по голу.

## Достижения
Международные
 Мексика (до 20)
- Победитель молодёжного чемпионата КОНКАКАФ — 2024